# Potwór z bagien (serial telewizyjny)
Potwór z bagien (ang. Swamp Thing) – amerykański serial przygodowy emitowany w latach 1990-1993. Serial oparty jest na serii komiksów pt. Saga o potworze z bagien

## Treść
Młody chłopak Jim Kipp poznaje na bagnach niezwykłego stwora, obdarzonego nadnaturalną siłą i mocą. Okazuje się, że stwór był kiedyś naukowcem, który w wyniku nieszczęśliwego wypadku w  laboratorium uległ mutacji, zamieniając się w potwora. Od tej pory mieszka on na bagnach. Swoje nadnaturalne zdolności wykorzystuje, by chronić ludzi. Jim postanawia mu pomóc.

## Główne role
- Dick Durock –  Potwór z bagien (Dr Alec Holland)
- Mark Lindsay Chapman – Dr Anton Arcane
- Kari Wuhrer – Abigail
- Kevin Quigley – Graham
- Carrell Myers – Tressa Kipp
- Scott Garrison – Will Kipp
- Jesse Zeigler – Jim Kipp (1990)